# Средње школе у Републици Српској
Средње школе у Републици Српској обухватају све регистроване институције које средњошколски наставни образовни програм изводе према законски прописаном наставном плану и програму Републичког педагошког завода Републике Српске, односно Министарства просвјете и културе Републике Српске. Уџбенике за средњошколско образовање издаје Завод за уџбенике и наставна средства Републике Српске. Највећи број средњих школа у Републици Српској су јавне образовне установе Републике Српске, а постоје и три нове приватне средње школе. Оснивач свих 88 јавних средњих школа је Република Српска, и то највећим дијелом реструктуром југословенског образовног система од 1992. године па наовамо. Осим подјеле на јавне и приватне, средње школе се дијеле и према врсти законски прописаног наставног плана и програма који је у употреби. Влада Републике Српске је у складу са Уставом Републике Српске, и према „Закону о средњем образовању и васпитању Републике Српске“ у Народној скупштини Републике Српске у новембру 2009. установила „Стратегију развоја образовања Републике Српске за период 2010–2014“, која се односи на цјелокупно образовање у Републици Српској, а између осталог и на средње школе.

## Јавне и приватне средње школе
У Републици Српској постоји 91. средња школа, од чега 88 јавних школа које оснива Република Српска у складу са законом о образовању, и три приватне средње школе. Приватне средње школе се оснивају на иницијативу оснивача, а уз одобрење Министарства просвјете и културе Републике Српске.

## Врсте средњих школа
Поред подјеле на јавне и приватне средњошколске образовне установе, Републички педагошки завод Републике Српске, односно Министарству просвјете и културе Републике Српске врши подјелу средњих школа према врсти законски прописаног наставног плана и програма на:
- гимназије,
- умјетничке школе,
- стручне техничке школе,
- стручне школе (трогодишње образовање),
- вјерске школе,
- школе за ученике са посебним потребама,
- школе за образовање одраслих

У Републици Српској постоји десет самосталних гимназија и 30 гимназија у саставу мјешовитих средњих школа.

## Наставни планови и програми за средње школе
Републички педагошки завод Републике Српске, односно Министарство просвјете и културе Републике Српске прописује тринаест основних планова и програма за средњошколско образовање у Републици Српској, а према којима се изводи настава у средњим школама у зависности коју врсту образовања одређена средња школа нуди.
| Смјер                              | Занимање, 4. степен стручности | Занимање, 3. степен стручности | НАПОМЕНА - огледни програми |
| ---------------------------------- | --- | --- | --- |
| Пољопривреда и прерада хране       | Прехрамбени техничар · Агротехничар · Ветеринарски техничар · Агротуристички техничар | Агропроизвођач · Прехрамбени прерађивач · Месар · Пекар | |
| Шумарство и обрада дрвета          | Техничар за обраду дрвета CNC · Шумарски техничар | Столар · Шумар · Расадничар · Тапатер - декоратер · Произвођач примарних производа од дрвета | |
| Геологија, рударство и металургија | Рударски техничар · Геолошки техничар · Металуршки техничар | Рудар · Руковалац рударском механизацијом · Механичар рударских машина · Металург · Геобушач | |
| Машинство и обрада метала          | Машински техничар за компјутерско конструисање · Техничар мехатронике · Техничар машинске енергетике · Техничар CNC технологија                                                                           | Аутомеханичар · Бравар - заваривач · Инсталатер · Лимар · Ковач - калионичар · Механичар · Металобрусач · Монтер · Обрађивач метала резањем · Механичар мехатронике, пнеуматике и хидраулике · Механичар грејне и расхладне технике · Алатничар · Оператер савремених технологија · Оператер за обраду бризгањем | Техничар за роботику (Оглед) · CNC Оператер (Оглед) · Бравар - заваривач - (Оглед дуал) · Техничар CNC технологија (Оглед дуал) |
| Електротехника                     | Техничар електроенергетике · Техничар електронике · Техничар рачунарства и програмирања · Техничар информационих технологија · Техничар мултимедија · Техничар телекомуникација                           | Аутоелектричар · Електричар - електроинсталатер · Електричар телекомуникација | |
| Хемија, неметали и графичарство    | Хемијски техничар · Графички техничар | | |
| Текстилство и кожарство            | Дизајнер модни техничар · Техничар моделар обуће | Модни кројач · Модни обућар · Модни галантериста | |
| Геодезија и грађевинарство         | Грађевински техничар · Геодетски техничар · Архитектонски техничар | Зидар · Армирач - бетонирац · Тесар · Фасадер · Каменорезац - керамичар · Монтер суве градње - молер · Извршилац радова на саобраћајницама | |
| Саобраћај                          | Техничар друмског саобраћаја · Техничар поштанског саобраћаја · Техничар жељезничког саобраћаја · Техничар логистике и шпедиције                                                                          | Возач моторних возила · Руковалац грађевинским и претоварним машинама и крановима · Организатор жељезничког саобраћаја | |
| Угоститељство и туризам            | Туристички техничар · Угоститељски техничар · Кулинарски техничар | Конобар · Кувар · Посластичар | |
| Економија, право и трговина        | Економски техничар · Банкарски техничар · Царински техничар · Пословно - информатички техничар · Пословно - правни техничар · Полицајац - техничар за полицијске послове · Трговачки техничар             | Трговац | |
| Здравство                          | Медицински техничар · Акушерско - гинеколошки техничар · Физиотерапеутски техничар · Фармацеутски техничар · Зубно - стоматолошки техничар · Лабораторијско - санитарни техничар · Педијатријски техничар | | Стоматолошки техничар - оглед                                                                                                   |
| Остале дјелатности                 | Козметички техничар · Еколошки техничар | Фризер · Фотограф · Златар · Часовничар · Оптичар | |
| Култура и умјетност                | Ликовни техничар · Техничар дизајна ентеријера и индустријских производа · Техничар дизајна графике · Средње музичке школе од другог до четвртог разреда                                                  | Музички извођач | |

## Средње школе Републике Српске
| Назив                                                                 | Улица                            | Насеље                | Општина                                     | Врста                                  | Напомена                                                                          | Слика |
| --------------------------------------------------------------------- | -------------------------------- | --------------------- | ------------------------------------------- | -------------------------------------- | --------------------------------------------------------------------------------- | ----- |
| Гимназија Бања Лука                                                   | Змај Јовина 13                   | Центар                | Град Бањалука                               | гимназија                              |                                                                                   |       |
| Грађевинска школа Бања Лука                                           | Др Младена Стојановића 7         | Нова варош            | Град Бањалука                               |                                        |                                                                                   |       |
| Економска школа                                                       | Краља Алфонса XIII 34            | Центар                | Град Бањалука                               |                                        |                                                                                   |       |
| Електротехничка школа „Никола Тесла“                                  | Јеврејска 48                     | Центар                | Град Бањалука                               |                                        |                                                                                   |       |
| Медицинска школа Бања Лука                                            | Цетинска 1                       | Кочићев вијенац       | Град Бањалука                               |                                        | Претходна школа која је срушена се налазила у улици Здравка Корде 1               |       |
| Пољопривредна школа                                                   | Књаза Милоша 9                   | Лазарево              | Град Бањалука                               |                                        |                                                                                   |       |
| Техничка школа                                                        | Ђуре Даничића 2                  | Центар                | Град Бањалука                               |                                        |                                                                                   |       |
| Технолошка школа                                                      | Пиланска бб                      | Лазарево              | Град Бањалука                               |                                        |                                                                                   |       |
| Угоститељско трговинско туристичка школа                              | Војводе Степе 44                 | Обилићево             | Град Бањалука                               |                                        |                                                                                   |       |
| Политехничка школа Бања Лука                                          | Николе Пашића бб                 | Центар                | Град Бањалука                               | стари назив Школа ученика у привреди   |                                                                                   |       |
| Музичка школа „Владо Милошевић“                                       | Јована Дучића 23                 | Центар                | Град Бањалука                               | умјетничка                             |                                                                                   |       |
| Центар за образовање и васпитање и рехабилитацију слушања и говора    | Јована Рашковића 28              | Паприковац            | Град Бањалука                               |                                        |                                                                                   |       |
| Центар „Заштити ме“                                                   | Пољоканов парк бб                | Кочићев вијенац       | Град Бањалука                               |                                        |                                                                                   |       |
| Средњошколски центар Љубиша Младеновић Бања Лука                      | Деспота Стефана Лазаревића бб    | Лазарево              | Град Бањалука                               | приватна                               | Прва приватна средња школа у Републици Српској, стари назив Средња пословна школа |       |
| Средњошколски центар „Гемит-Апеирон“                                  | Војводе Пере Креце 13            | Обилићево             | Град Бањалука                               | приватна                               | приватна средња школа                                                             |       |
| Католички школски центар “Блажени Иван Мерц”                          | Српска 30                        | Центар                | Град Бањалука                               | вјерска, приватна                      | приватна средња школа                                                             |       |
| Гимназија „Филип Вишњић“                                              | Рачанска 94                      | Бијељина              | Град Бијељина                               | гимназија                              |                                                                                   |       |
| Економска школа                                                       | Рачанска 94                      | Бијељина              | Град Бијељина                               |                                        |                                                                                   |       |
| Пољопривредна и медицинска школа                                      | Семберских ратара 1              | Бијељина              | Град Бијељина                               |                                        |                                                                                   |       |
| Техничка школа „Михајло Пупин”                                        | Рачанска 76                      | Бијељина              | Град Бијељина                               | јавна установа                         |                                                                                   |       |
| Средња музичка школа „Стеван Стојановић Мокрањац“                     | Карађорђева 5                    | Бијељина              | Град Бијељина                               | умјетничка                             |                                                                                   |       |
| Средња стручна школа                                                  | Карађорђева 250                  | Јања                  | Град Бијељина                               |                                        |                                                                                   |       |
| Средњошколски центар „Голуб Куреш“                                    | Владимира Гаћиновића 1           | Билећа                | Општина Билећа                              |                                        |                                                                                   |       |
| Средњошколски центар „Братунац“                                       | Петра Кочића бб                  | Братунац              | Општина Братунац                            |                                        |                                                                                   |       |
| Средња школа „Никола Тесла“                                           | Краља Петра I Ослободиоца бб     | Брод                  | Општина Брод                                |                                        |                                                                                   |       |
| Средња школа „Иво Андрић“                                             | Краља Петра I 16                 | Вишеград              | Општина Вишеград                            |                                        |                                                                                   |       |
| Средњошколски центар „Милорад Влачић“                                 | Светих Апостола Петра и Павла 37 | Власеница             | Општина Власеница                           |                                        |                                                                                   |       |
| Средњошколски центар „Никола “Тесла“                                  | Бранка Радичевића 1              | Вукосавље             | Општина Вукосавље                           |                                        |                                                                                   |       |
| Средњошколски центар „Перо Слијепчевић“                               | Солунских добровољаца 24         | Гацко                 | Општина Гацко                               |                                        |                                                                                   |       |
| Гимназија                                                             | Петра Мисимовића 3А              | Градишка              | Општина Градишка                            | гимназија                              |                                                                                   |       |
| Техничка школа                                                        | Косовке дјевојке бб              | Градишка              | Општина Градишка                            |                                        |                                                                                   |       |
| Средња стручна и техничка школа Градишка                              | Видовданска бб                   | Градишка              | Општина Градишка                            |                                        |                                                                                   |       |
| СШЦ „Михајло Пупин” Дервента                                          | Светог Саве бб                   | Дервента              | Општина Дервента                            | гимназија                              | Стари назив Гимназија са техничким школама                                        |       |
| Стручна и техничка школа Дервента                                     | Светог Саве бб                   | Дервента              | Општина Дервента                            |                                        | Стари назив Стручна школа за радничка занимања                                    |       |
| Центар за дјецу и омладину са сметњама у развоју „Будућност“ Дервента | Стевана Немање 12                | Дервента              | Општина Дервента                            | школа за ученике са посебним потребама |                                                                                   |       |
| Гимназија Јован Дучић Добој                                           | Хиландарска 2                    | Добој                 | Општина Добој                               | гимназија                              |                                                                                   |       |
| Економска и трговинска школа                                          | Цара Душана 18                   | Добој                 | Општина Добој                               |                                        |                                                                                   |       |
| Медицинска школа                                                      | Поп Љубина 103                   | Добој                 | Општина Добој                               |                                        |                                                                                   |       |
| Техничка школа                                                        | Цара Душана 19                   | Добој                 | Општина Добој                               |                                        |                                                                                   |       |
| Саобраћајна и електро школа                                           | Цара Душана 18                   | Добој                 | Општина Добој                               |                                        |                                                                                   |       |
| Угоститељска и трговинска школа Добој                                 | Цара Душана 18                   | Добој                 | Општина Добој                               |                                        |                                                                                   |       |
| Средњошколски центар „Петар Кочић“ Зворник                            | Вука Караџића 69                 | Зворник               | Општина Зворник                             | гимназија                              | Гимназија и средња стручна школа „Петар Кочић“                                    |       |
| Технички школски центар                                               | Каракај бб                       | Зворник               | Општина Зворник                             |                                        |                                                                                   |       |
| Средњошколски центар „Источна Илиџа“                                  | Стефана Немање 10                | Источна Илиџа         | Источна Илиџа Град Источно Сарајево         | гимназија                              |                                                                                   |       |
| Средња школа “28. јуни”                                               | Стефана Немање 10                | Источно Ново Сарајево | Источно Ново Сарајево Град Источно Сарајево |                                        |                                                                                   |       |
| Гимназија „Калиновик“                                                 | Шумадијска бб                    | Општина Калиновик     | Општина Калиновик                           | гимназија                              |                                                                                   |       |
| Средњошколски центар „Јован Дучић“ Кнежево                            | Дујка Комљеновића бб             | Кнежево               | Општина Кнежево                             |                                        |                                                                                   |       |
| Средњошколски центар "Никола Тесла" Козарска Дубица                   | Доситејева бб                    | Козарска Дубица       | Општина Козарска Дубица                     |                                        |                                                                                   |       |
| Средњошколски центар Костајница                                       | Тавија бб                        | Костајница            | Општина Костајница                          |                                        |                                                                                   |       |
| Средњошколски центар „Никола Тесла“                                   | Николе Тесле бб                  | Котор Варош           | Општина Котор Варош                         |                                        |                                                                                   |       |
| Средњошколски центар „Вук Караџић“                                    | Доситеја Обрадовића бб           | Лопаре                | Општина Лопаре                              |                                        |                                                                                   |       |
| Средња школа „Светозар Ћоровић“                                       | Светосавска бб                   | Љубиње                | Општина Љубиње                              |                                        |                                                                                   |       |
| Средњошколски центар „Милутин Миланковић”                             | Николе Тесле 34                  | Милићи                | Општина Милићи                              |                                        |                                                                                   |       |
| Средњошколски центар „Јован Цвијић“                                   | Омладинска бб                    | Модрича               | Општина Модрича                             |                                        |                                                                                   |       |
| Гимназија Мркоњић Град                                                | Симе Шолаје 25                   | Мркоњић Град          | Општина Мркоњић Град                        | гимназија                              |                                                                                   |       |
| Средњошколски центар Мркоњић Град                                     | Симе Шолаје 25                   | Мркоњић Град          | Општина Мркоњић Град                        |                                        | Бивши назив Машинска школа                                                        |       |
| Средњошколски центар „Алекса Шантић“ Невесиње                         | Обрена Ивковића бб               | Невесиње              | Општина Невесиње                            |                                        |                                                                                   |       |
| Гимназија „Петар Кочић“                                               | Доситеја Обрадовића 6            | Нови Град             | Општина Нови Град                           | гимназија                              |                                                                                   |       |
| Средњошколски центар „Ђуро Радмановић”                                | Доситеја Обрадовића 6            | Нови Град             | Општина Нови Град                           |                                        |                                                                                   |       |
| Средњошколски центар „Пале“                                           | Његошева 7                       | Пале                  | Општина Пале Град Источно Сарајево          |                                        |                                                                                   |       |
| Средњошколски центар „Петрово“                                        | Озренских одреда бб              | Петрово               | Општина Петрово                             |                                        |                                                                                   |       |
| Гимназија „Свети Сава“                                                | Николе Пашића 6б                 | Приједор              | Општина Приједор                            | гимназија                              |                                                                                   |       |
| Електротехничка школа                                                 | Николе Пашића 6                  | Приједор              | Општина Приједор                            |                                        |                                                                                   |       |
| Машинска школа                                                        | Николе Пашића 4                  | Приједор              | Општина Приједор                            |                                        |                                                                                   |       |
| Пољопривредно прехрамбена школа                                       | Николе Пашића 4                  | Приједор              | Општина Приједор                            |                                        |                                                                                   |       |
| Угоститељско економска школа                                          | Вука Караџића 16                 | Приједор              | Општина Приједор                            |                                        |                                                                                   |       |
| Средњошколски центар                                                  | Николе Пашића 4                  | Приједор              | Општина Приједор                            |                                        |                                                                                   |       |
| Средња и основна музичка школа                                        | Бранислава Нушића 9              | Приједор              | Општина Приједор                            |                                        |                                                                                   |       |
| Специјална основна и средња школа „Ђорђе Натошевић“ Приједор          | Краља Александра 6               | Приједор              | Општина Приједор                            | школа за ученике са посебним потребама |                                                                                   |       |
| Гимназија                                                             | Раде Врањешевић 1                | Прњавор               | Општина Прњавор                             | гимназија                              |                                                                                   |       |
| Центар средњих школа „Иво Андрић” Прњавор                             | Раде Врањешевић 1                | Прњавор               | Општина Прњавор                             |                                        |                                                                                   |       |
| Средњошколски центар „Лазар Ђукић“ Рибник                             | Раде Јовановића бб               | Рибник                | Општина Рибник                              |                                        |                                                                                   |       |
| Средња школа „27. јануар“ Рогатица                                    | Српске слоге 116                 | Рогатица              | Општина Рогатица                            |                                        |                                                                                   |       |
| Средњошколски центар Рудо                                             | Цара Душана бб                   | Рудо                  | Општина Рудо                                |                                        |                                                                                   |       |
| Средњошколски центар „Василије Острошки”                              | Омладинска 2                     | Соколац               | Општина Соколац Град Источно Сарајево       |                                        |                                                                                   |       |
| Средњошколски центар „Петар Кочић”                                    | Данка Митрова 5                  | Србац                 | Општина Србац                               |                                        |                                                                                   |       |
| Средњошколски центар „Сребреница“                                     | Светосавска бб                   | Сребреница            | Општина Сребреница                          |                                        |                                                                                   |       |
| Средња школа „Никола Тесла“ Теслић                                    | Карађорђева бб                   | Теслић                | Општина Теслић                              |                                        |                                                                                   |       |
| Средњошколски центар „Јован Дучић“ Теслић                             | Карађорђева бб                   | Теслић                | Општина Теслић                              |                                        |                                                                                   |       |
| Гимназија „Јован Дучић“                                               | Вожда Карађорђа 1                | Требиње               | Општина Требиње                             | гимназија                              |                                                                                   |       |
| Центар средњих школа Требиње                                          | Вожда Карађорђа 1                | Требиње               | Општина Требиње                             |                                        |                                                                                   |       |
| Техничка школа                                                        | Вожда Карађорђа 1                | Требиње               | Општина Требиње                             |                                        |                                                                                   |       |
| Средњошколски центар „Михајло Петровић Алас”                          | Карађорђева 19                   | Угљевик               | Општина Угљевик                             |                                        |                                                                                   |       |
| Средњошколски центар „Фоча“                                           | Цара Душана бб                   | Фоча                  | Општина Фоча                                |                                        |                                                                                   |       |
| Богословија „Свети Петар Дабробосански“                               | Велечево бб                      | Фоча                  | Општина Фоча                                | вјерска                                |                                                                                   |       |
| Средњошколски центар „Петар Петровић Његош“                           | Краља Петра I Ослободиоца 36     | Чајниче               | Општина Чајниче                             |                                        |                                                                                   |       |
| Средњошколски центар Челинац                                          | Војводе Мишића 36                | Челинац               | Општина Челинац                             |                                        |                                                                                   |       |
| Средњошколски центар „Никола Тесла”                                   | Цара Лазара 6                    | Шамац                 | Општина Шамац                               |                                        |                                                                                   |       |
| Средња школа „Петар II Петровић Његош” Шековићи                       | Бранка Радичевића бб             | Шековићи              | Општина Шековићи                            |                                        |                                                                                   |       |
| Средњошколски центар „Петар Кочић” Шипово                             | Николе Тесле 32                  | Шипово                | Општина Шипово                              |                                        |                                                                                   |       |
|                                                                       |                                  |                       |                                             |                                        |                                                                                   |       |

## Подјела средњих школа по активима и регијама
1. РЕГИЈА БАЊА ЛУКА
2. РЕГИЈА  ПРИЈЕДОР
3. РЕГИЈА  ДОБОЈ
4. РЕГИЈА  СЕМБЕРИЈА
5. РЕГИЈА  БИРАЧ
6. САРАЈЕВСКО-РОМАНИЈСКА РЕГИЈА
7. РЕГИЈА  ХЕРЦЕГОВИНА